# Guillaume Cureau
Guillaume Cureau est un peintre français, né à La Rochefoucauld (Charente) vers 1595, mort à Bordeaux le 23 février 1648.

## Biographie
D'après les articles de Gustave Brunet et de Monsieur Bertrand cités plus bas.
En 1620 à Angoulême, puis en 1622 à Bordeaux, paroisse Saint-Éloi, il est apprenti chez le peintre Jos(eph) Roy, à la mort de ce dernier devient peintre de l'Hôtel de Ville de Bordeaux dont une des charges était de peindre les effigies des jurats et maires. En 1625, il réclame le paiement des portraits de : Lacroix, Marot (ou Maron), Vignoles, de Chimbaud, Dupin de Tortaty, Constant, Fouques et Bordenabe. De 1633 à 1635 peint les voûtes de la chapelle du château de Cadillac. 
Les portraits des jurats et des maires étant remis aux familles après le décès ou la cessation de fonction du magistrat, il ne reste de nos jours, en possession de l'Hôtel de Ville, après les ventes aux enchères révolutionnaires et l'incendie de l'Hôtel de Ville qu'un seul portrait : celui de Mullet, seigneur de La Tour.

## Œuvres
- Messire de Mullet, huile sur toile, 69 par 57, Bordeaux, musée des Arts décoratifs, dépôt du musée des Beaux-arts. Achat par la commune en 1856. Voir une reproduction sur le site externe Joconde.

En 1646 un retable fut commandé par l'Hôtel de ville de Bordeaux  au menuisier bordelais Raymond Caussade il comprenait les deux tableaux suivants.
- Saint Mommolin apaisant un dément[2], Bordeaux, Abbatiale Sainte-Croix, huile sur toile, 2,23 par 1,67, 1647 ce tableau, restauré en 1988 a été lacéré par la suite dans la partie inférieure.
- Saint Maur guérissant un malade[2],  Bordeaux, Abbatiale Sainte-Croix, huile sur toile, 2,41 par 1,83.